# Otto Unverdorben
Otto Unverdorben (Dahme, Brandeburgo; 13 de octubre de 1806 - Ibídem; 28 de noviembre de 1873), fue un químico y comerciante alemán, célebre por descubrir en 1826 la anilina, a la que llamó crystallin.